# Pseudapis urfana
Pseudapis urfana is een vliesvleugelig insect uit de familie Halictidae. De wetenschappelijke naam van de soort is voor het eerst geldig gepubliceerd in 1980 door Warncke.